# Heinrich Foerg
Heinrich Foerg, též Heinrich Förg (29. června 1843 Hötting – 24. ledna 1923), byl rakouský podnikatel a politik německé národnosti z Tyrolska, na přelomu 19. a 20. století poslanec Říšské rady.

## Biografie
Od roku 1873 byl majitelem továrny na bílé zboží. V letech 1882–1885 byl obecním radním v Innsbrucku. V období let 1883–1890 a znovu od roku 1893 byl členem innsbrucké obchodní a živnostenské komory. Od roku 1881 předsedal spořitelnímu a záložnímu spolku v Innsbrucku.
Byl i poslancem Říšské rady (celostátního parlamentu Předlitavska), kam usedl ve volbách roku 1897 za kurii všeobecnou v Tyrolsku, 1. volební obvod: Innsbruck, Schwaz, Kufstein atd. Mandát zde obhájil ve volbách roku 1901. Ve volebním období 1897–1901 se uvádí jako Heinrich Foerg, výrobce prádla a komorní rada, bytem Innsbruck.
Ve volbách roku 1897 kandidoval do Říšské rady za Katolickou lidovou stranu. Ve volbách roku 1901 se uvádí jako německý konzervativec. Vstoupil pak do parlamentního Klubu středu, který tvořila zejména Katolická lidová strana.